# Byglandsfjord
Byglandsfjord este o localitate din comuna Bygland, provincia Aust-Agder, Norvegia, cu o suprafață de 0,49 km² și o populație de 368 locuitori (2013).